# San Gregorio de Polanco

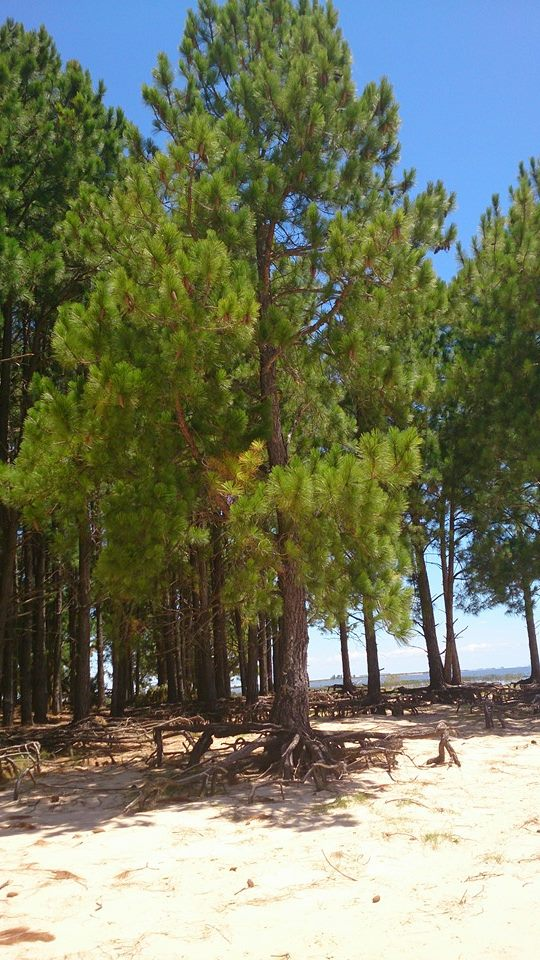
Drzewo na brzegach Río Negro w San Gregorio de Polanco

San Gregorio de Polanco – miasto w Urugwaju, w departamencie Tacuarembó.